# Józef Eustachy Szembek
Józef Eustachy Szembek herbu własnego (zm. 1 kwietnia 1758 w Pułtusku) – duchowny katolicki, biskup chełmski i płocki, kanclerz kapituły krakowskiej, kanonik warmiński, opat komendatoryjny w Wągrowcu.

## Życiorys
Był synem Antoniego, jego pięciu stryjów było biskupami, w tym dwóch prymasami.
Studiował na Akademii Krakowskiej oraz w Rzymie. Był kanonikiem warmińskim, opatem komendatoryjnym wągrowieckim oraz kanclerzem kapituły krakowskiej. 
W 1736 mianowany biskupem chełmskim. Sakrę przyjął z rąk Krzysztofa Jana Szembeka. Trzykrotnie, w latach 1740, 1743 i 1749, wysyłał relację o stanie diecezji do kurii rzymskiej, przeprowadził wizytację diecezji. W 1753 roku przeniesiony na biskupstwo płockie, którym rządził do śmierci w 1758 roku.
Pochowany w kolegiacie Zwiastowania NMP i św. Mateusza w Pułtusku.

## Odznaczenia
- Order Orła Białego (1753)[4].